# Caroline McWilliams
Caroline Margaret McWilliams, född 4 april 1945 i Seattle i delstaten Washington (men uppvuxen i Barrington i Rhode Island), död 11 februari 2010 i Los Angeles i Kalifornien, var en amerikansk skådespelerska mest känd för sin porträttering av Marcy Hill i TV-serien Benson. McWilliams medverkade också i nio stycken avsnitt av seriens moderserie, Lödder, i rollen som karaktären Sally. Hon var därefter i flera år stamgäst i CBS-såpan Guiding Light (i rollen som Janet Norris), samt medverkade kort i rollen som Tracy DeWitt i NBC-såpan Another World. Hon hade också en återkommande roll i TV-serien Beverly Hills, där hon spelade rollen som Jamie Walters karaktär Ray Pruits mor, LuAnn Pruit.
McWilliams har tidigare varit gift med skådespelaren Michael Keaton, och fick tillsammans med honom en son, låtskrivaren Sean Douglas. Hon gick bort i cancersjukdomen myelom i sitt hem i Los Angeles torsdagen den 11 februari 2010, 64 år gammal.